# Kyselina peroxosírová
Kyselina peroxosírová je jednou ze dvou peroxokyselin síry. V pevném stavu je to nestálá bezbarvá krystalická látka, která se teplem nebo působením vzdušné vlhkosti snadno rozkládá. Její nestálý vodný roztok se nazývá kyselina Caroova.

## Příprava
Čistou kyselinu peroxosírovou připravíme rozpouštěním oxidu sírového v peroxidu vodíku
SO3 + H2O2 → H2SO5,
nebo reakcí kyseliny chlorsulfonové s koncentrovaným peroxidem vodíku
HSO3Cl + H2O2 → H2SO5 + HCl,
nebo z kyseliny peroxodisírové působením vody
H2S2O8 + H2O → H2SO5 + H2SO4
Vodný roztok kyseliny peroxosírové (kyselina Caroova) se připravuje v laboratoři bezprostředně před použitím smícháním kyseliny sírové s peroxidem vodíku
H2SO4 + H2O2 → H2SO5 + H2O;
reakce je silně exotermní, proto je nezbytná vysoká opatrnost. Vzniklý roztok je silně korozivní a rozpouští téměř jakýkoliv organický materiál. Proto se mu někdy říká "Piraní roztok".

## Vlastnosti
Kyselina peroxosírová ve své molekule obsahuje jednu peroxoskupinu –O—O–. Uspořádání vazeb atomu síry ke kyslíkovým atomům si zachovává stejnou tetraedrickou symetrii, jako má aniont kyseliny sírové SO42−, tzn. úhel mezi vazbami O—S—O činí přibližně 109,5°.
S kyselinou chlorsulfonovou reaguje za vzniku kyseliny peroxodisírové
H2SO5 + HSO3Cl → H2S2O8 + HCl.
Kyselina peroxosírová patří mezi velmi silné kyseliny a současně je velmi silným oxidačním činidlem, stejně jako její soli. V laboratoři se používá zejména její kyselá draselná sůl, hydrogenperoxosíran draselný, KHSO5, který je průmyslově vyráběn a dodáván jako trojný komplex s hydrogensíranem draselným (kyselým síranem draselným) a normálním síranem draselným 2KHSO5·KHSO4·K2SO4 pod obchodním názvem „Oxon“.
S vodou je neomezeně mísitelná, ale jak kyselina samotná, tak její soli, se postupně ve vodném roztoku rozkládají za vzniku peroxidu vodíku, např.
H2SO5 + H2O → H2SO4 + H2O2,
což je podstatou jejího oxidačního účinku.
Organické thioethery oxiduje dvoustupňově nejprve na sulfoxidy
R1–S–R2 + H2SO5 → R1–SO–R2 + H2SO4
(R1 a R2 označuje dva stejné nebo různé alkylové radikály) a při nadbytku oxidačního činidla až na sulfony
R1–SO–R2 + H2SO5 → R1–SO2–R2 + H2SO4.
Podobně lze oxidovat působením tohoto činidla terciární aminy na aminoxidy
R3N + H2SO5 → R3N–O + H2SO4,
kde R3 značí tři stejné nebo různé alkylové radikály.

## Použití
V laboratoři i v průmyslu se používá jako oxidační činidlo. Při přípravě plastických hmot polymerací se soli kyseliny peroxosírové (amonné, sodné, draselné) používají jako iniciační činidla. Dále se kyselina užívá jako dezinfekční (např. při údržbě plaveckých bazénů, ale i k čištění zubních protéz) či bělicí činidlo (např. v papírenském průmyslu pro odstranění ligninu z celulózy) a pro odstraňování zápachů. Používá se též při likvidaci kyanidů, zejména v kalech odpadajících při extrakci zlata z rud.

## Bezpečnost
Kyselina peroxosírová má silně leptavé účinky, proto při práci s ní je nutno používat ochranné prostředky a zabránit jejímu kontaktu s lidským tělem. Při kontaktu s hořlavými látkami může způsobit i jejich samovznícení.

## Historická poznámka
Kyselinu peroxosírovou objevil německý chemik Heinrich Caro na konci 19. stol.
Tato kyselina se též objevila v divadelní hře Lijavec, kde fiktivní spoluautor hry Jára Cimrman považoval vzorec H2SO5 za dobrý vtip, který musí pobavit každého chemika.